# مشاجرة

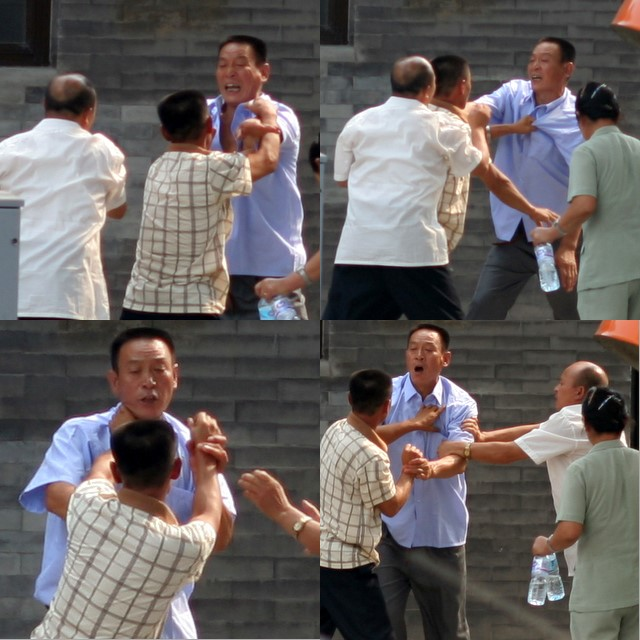
مُشْاجرة بَين عِدة أشخاص

مُشاجَرَة : (لُغةً: شاجرَ يشاجر ، مُشاجَرَةً وشِجارًا ، فهو مُشاجِر ، والمفعول مُشاجَر، دَخَلَ مَعَهُ فِي مُشَاجَرَةٍ : فِي نِزَاعٍ وَمُشَاكَسَةٍ.) وتعدُ مِن المشكلات الأكثر شيوعاً والأكثر صعوبة في إثبات وتحديد المسؤول عن إحداث الأذى فيها أو مسؤولية كل مساهم أو مشترك. فهي الضرب المتبادل أو السب والشتم المتبادل و هناك نوعين وكل واحدة لها عقوبة خاصة نص عليها قانون العقوبات وهي خاصة بالمتشاجرين بمعنى لا يوجد ضحية كلاهما متهمين .
في كثير من الولايات القضائية القانونية المتصلة بالقانون الإنجليزي العام الشجار هو جريمة تتألف من نشوء مشاجرة أو عراك بين شخص واحد أو أكثر في مكان عام

## أستراليا
في ولاية كوينزلاند، القسم 72 من القانون الجنائي لعام 1899  الشجار هو المشاركة من قبل أي شخص في عراك في الطريق العام أو المشاركة في معركة من هذا النوع لتنبيه العامة في أي مكان آخر يستطيعون الوصول اليه. يؤخذ هذا التعريف من الإنجليزية في القانون الجنائي من عام 1880، CL. 96. المادة 72 يقول «أي شخص يشارك في معركة في مكان عام، أو يشارك في معركة من هذا النوع ، يرتكب جنحة. الحد الأقصى للعقوبة السجن -1 العام».

## الهند
في قانون العقوبات الهندي (. الجزء 159) يتبنى تعريف القانون الإنجليزي العام القديم للشجار، مع إحلال "الاضطراب الفعلي للسلام lieges

## نيوزيلندا
في نيوزيلندا وقد عرفت الشجار ب «القتال في مكان عام» في القسم (7) من ملخص قانونالجرائم المرتكبة 1981.

## سوريا
ليس في نص القانون السوري تعريف للمشاجرة , إنما يمكن القول أن المشاجرة معركة أو مضاربة تجري بين ثلاثة أشخاص أو أكثر ولا يشترط أن يتلاحم هؤلاء الأشخاص كتفا بكتف وإنما يتوافر معنى المشاجرة ولو تباعدت أماكن المتشاجرين كما لو حدث تراشق بالسلاح أو بالحجارة بين الطرفين , فالمهم قيام معركة بواسطة أعمال عنف .
ويشترط أن يكون عدد المتشاجرين ثلاثة فأكثر وينتفي الجرم باثنين .

## وصلات خارجية
- Reid Griffith Fontaine, Adequate (Non)Provocation and Heat of Passion as Excuse Not Justification, University of Michigan Journal of Law Reform, 2008.
- Reid Griffith Fontaine, The Wrongfulness of Wrongly Interpreting Wrongfulness: Provocation Interpretational Bias and Heat of Passion Homicide, New Criminal Law Review
- New Zealand Law Commission: The Partial Defence of Provocation: Wellington: New Zealand Law Commission: 2007:ISBN 978-1-877316-37-1